# Tubo criboso

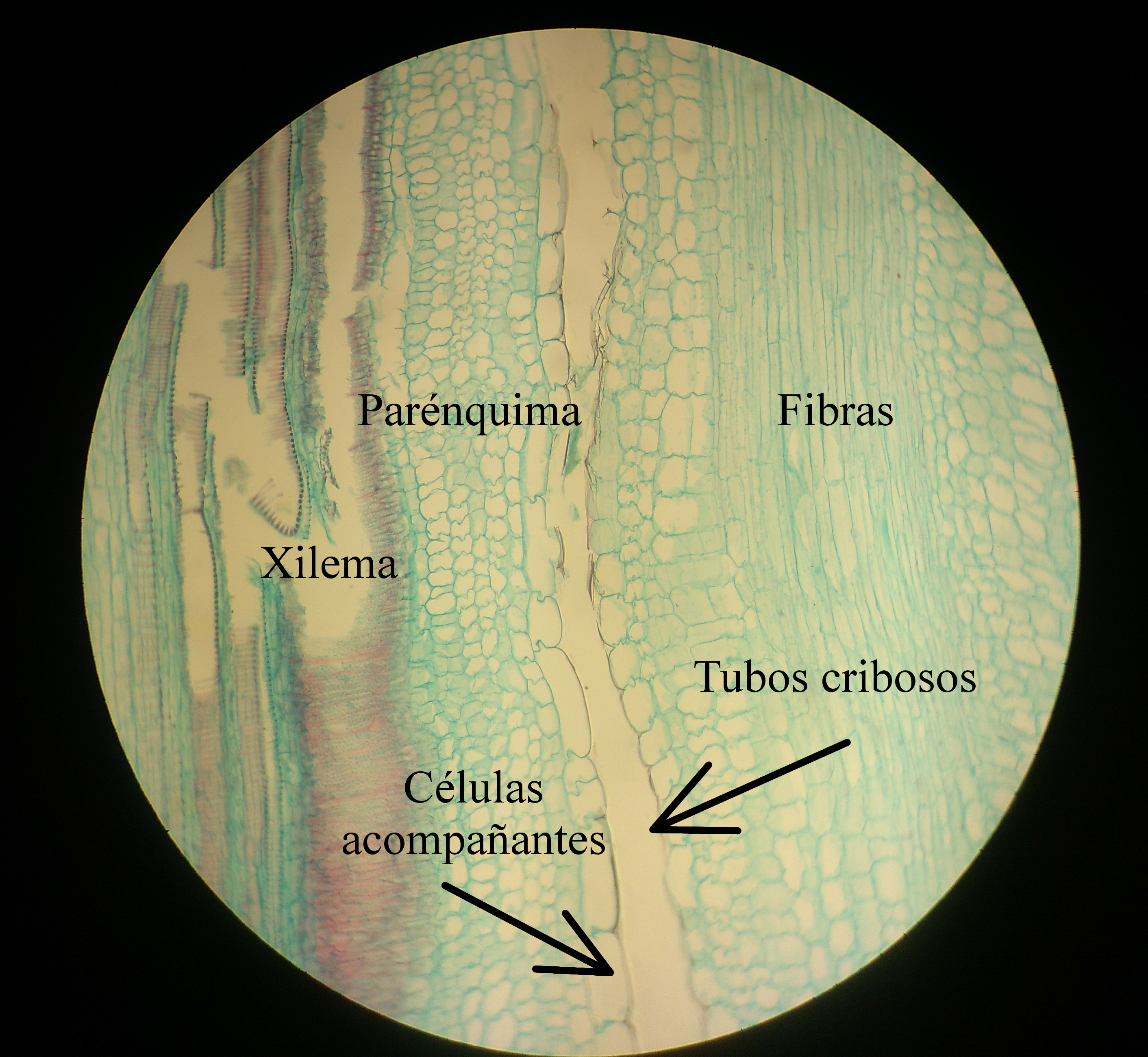
Tubos cribosos en un corte histológico

El tubo criboso corresponde a una serie de células vivas anucleadas que funcionan como el principal conductor del floema; presente, en especial, en las plantas espermatofitas. Las células que lo constituyen están vivas y son alargadas, con paredes terminales inclinadas u horizontales, se disponen continuándose la una a la otra, conectándose a través de sus extremos en los que se sitúa la placa cribosa.
La principal función del tubo criboso es el transporte de carbohidratos en la planta (p. ej. desde las hojas a los frutos o las raíces), son células conductoras de savia elaborada. A diferencia de los elementos conductores del xilema, células alargadas que transportan agua y minerales, no son células que estén muertas en su madurez, representando otro tipo de tejido vascular, los elementos cribosos son células vivas. Son compactos y circulares, pudiendo tener diferentes colores.
Esta serie longitudinal de células, que se denominan "elementos" o "miembros de tubos cribosos", y que podemos encontrar en las angiospermas (excepto en Austrobaileya scandens y en Sorbus aucuparia), se pueden interconectar mediante placas cribosas simples o bien placas cribosas compuestas; además, se presentan áreas cribosas normales, que están más o menos especializadas y que resultan poco visibles, en los laterales de la pared celular. Estas células se asocian durante su ontogenia con células acompañantes, morfológica y fisiológicamente (en tanto que las células cribosas, que en Pteridophyta y Gymnospermae realizan la misma función que el tubo criboso, se asocian con células albuminosas).
Dentro de las pteridófitas se encuentran excepciones, como en algunos Equisetum y en Cyathea giganteaque, que también presentan tubos cribosos con placas cribosas.